# The Man from Beyond
The Man from Beyond es una película de misterio muda estadounidense de 1922 protagonizada por Harry Houdini como un hombre encontrado congelado en el hielo ártico que vuelve a la vida.

## Trama
Como se describe en una magazine, el científico Dr. Gregory Sinclair (Connelly) y sus compañeros exploradores encuentran a un hombre, Howard Hillary (Houdini), congelado en hielo ártico sólido, lo cortan y luego lo descongelan. Cuando regresa a la vida, el Dr. Sinclair no le dice a Howard que está 100 años atrasado y planea estudiar sus reacciones después de que regresen a la civilización. Howard cuenta que amaba a Felice, la hija del capitán de un barco, y hubo un motín. En su último recuerdo del suceso, Howard intentaba salvar al padre de la joven cuando recibió un golpe en la cabeza. El Dr. Sinclair convence a Howard de no buscar en la nieve y el hielo del Ártico, sino de regresar a la civilización. Cuando el Dr. Sinclair regresa a casa, se entera de que el padre de su pupilo, el Dr. Crawford Strange, se había propuesto unirse a él en el Ártico, pero se perdió. Es el día de la boda de su pupilo. Cuando Howard ve a la novia, la llama, llamándola "Felice" y rogándole que recuerde su amor. El nombre del pupilo es Felice Strange (Connelly) y ella es la reencarnación de la novia perdida de Howard. La boda se pospone indefinidamente y Felice le ruega a Howard que la ayude a encontrar a su padre desaparecido. El pretendiente descartado, el Dr. Gilbert Trent (Maude), ha secuestrado a su padre, el Dr. Strange, y lo retiene en el sótano de su casa, habiendo planeado casarse con Felice y hacer que ella vaya con él a cazar a su padre en el Ártico. Howard y el Dr. Sinclair tropiezan con una pista, un sombrero con una tela con las iniciales del Dr. Strange, lo que los lleva a rescatarlo. Felice está siendo perseguida por un asalariado del Dr. Trent, y Howard los sigue hasta el borde de los rápidos del Niágara. Howard nada por los rápidos, alcanza la canoa y salva a la joven. Howard y el Dr. Trent luchan en el acantilado y Trent cae. Felice reconoce en Howard a su verdadero compañero por su tardío romance.

## Elenco
- Harry Houdini como Howard Hillary / El hombre del más allá
- Arthur Maude como el Dr. Gilbert Trent
- Albert Tavernier como el Dr. Crawford Strange
- Erwin Connelly como Dr. Gregory Sinclair
- Frank Montgomery como Francois Duval
- Luis Alberni como Capitán del Barkentine
- Yale Benner como Milt Norcross
- Jane Connelly como Felice Strange / Felice Norcross
- Nita Naldi como Marie Le Grande

## Producción
Según el libro de prensa de la película, la dirección de Burton King fue supuestamente usurpada por la "supervisión" de Houdini, pero hay poca evidencia de que esto fuera cierto. Como era su costumbre, Houdini realizó todas sus propias acrobacias.

## Houdini y Sir Arthur Conan Doyle
The Man from Beyond es, en cierto modo, el intento de Houdini de reconciliarse con su antiguo amigo, Sir Arthur Conan Doyle. Houdini se hizo amigo del autor inglés mientras actuaba en Gran Bretaña en 1920, pero los dos no estuvieron de acuerdo públicamente sobre la legitimidad del espiritismo (Doyle era un ferviente defensor de lo sobrenatural, mientras que Houdini era su crítico más famoso). La pareja tuvo una pelea cuando asistieron a una sesión de espiritismo en la que el "espíritu" de la madre de Houdini (que sólo había hablado y comprendido alemán en vida) se comunicaba con su hijo en inglés. En 1922, los hombres ya no hablaban porque Doyle se negó a aceptar las críticas de Houdini sobre el evento. El hombre del más allá termina con las palabras "Debes creer" y el espíritu del Felice vintage de 1820 entrando en el cuerpo del modelo de 1922, una réplica de la portada del tratado espiritual de Doyle de 1918, La nueva revelación. Doyle elogió la película y escribió:
Desde la escena inicial que muestra cómo se corta a un hombre congelado del centro de una masa de hielo y se le devuelve la vida, hasta las escenas finales del sensacional rescate de la niña desde el mismísimo borde de las Cataratas del Niagara, lo deja a uno sin aliento. Considero El hombre del más allá una de las grandes contribuciones a la pantalla.
Posteriormente, la campaña publicitaria de la película utilizó la cita de Doyle en los anuncios.